# El Canto del Loco
El Canto del Loco (Inglés: The Song of the Madman) fue un grupo musical español de power pop y pop rock. Fue creado en 1994 por Dani Martín e Iván Ganchegui (quien dejó el grupo en 2002), y años después terminarían por ser 5 miembros originales. Influidos principalmente por otros grupos españoles de la década de 1980 y con 5 álbumes de estudio, El Canto del Loco ha conseguido vender más de un millón de copias en el mercado, convirtiéndose en uno de los grupos musicales más importantes del panorama español en su momento.
En febrero del 2010 la banda anunció la separación, ya que los miembros del grupo querían seguir su carrera individualmente.

## Historia del grupo

### Origen
Los orígenes del grupo se encuentran en la escuela de arte dramático Cristina Rota, donde  Dani Martín estudiaba desde 1995, cuando tenía 18 años. Allí conoció a Iván Ganchegui, quien tocaba la guitarra, y con el que, tras descubrir que ambos compartían los mismos gustos musicales, montó un grupo. Ambos eran admiradores de Radio Futura y sobre todo de su canción El canto del gallo, lo que les llevó a bautizar el grupo como El Canto del Loco. Durante estos comienzos, el grupo, además de los dos fundadores, incluía a una chica a la batería, a un bajista y a otro guitarrista. Sin embargo, este último abandonó el grupo por falta de tiempo, y, el día antes de su primer concierto, David Otero, primo de Dani, se unió al grupo como su sustituto.
Poco después, la bateria y el bajista también decidieron abandonar el grupo. En sustitución de la bateria, apareció Jandro Velázquez, un electricista que era hijo de unos amigos de los padres de Dani y al que este conoció en un certamen de flamenco. Chema Ruiz, un cántabro que estudiaba fisioterapia en la misma universidad que David y que era amigo de un amigo suyo, ocupó el puesto de bajista. A partir de entonces, los cinco componentes comenzaron a reunirse en una nave industrial de Algete (Madrid) para ensayar, y sus amigos les servían de críticos.

### 2000-2002: Comienzos y primeros álbumes
Un año después, grabaron una maqueta y comenzaron a enviarla a distintas discográficas. Sin embargo, fue el encuentro de Dani con el productor Pedro del Moral el que les dio su oportunidad. Este escuchó la maqueta y la llevó a la discográfica Ariola (actualmente Sony BMG), donde Paco Martín, descubridor de otros grupos como Radio Futura y Hombres G, la escuchó. Entonces el grupo recibió una llamada suya y una prueba: dar un concierto junto con otros dos grupos, con el objetivo de que la compañía fichara a uno de ellos. Finalmente, y a pesar de que el concierto no fue muy bueno, El Canto del Loco fue el elegido.
El 16 de junio del 2000 se pone a la venta el primer álbum de estudio del grupo, producido por el excantante del grupo Tequila, Alejo Stivel, y que tuvo la participación del teclista Iñaki García, el cual se hizo músico de apoyo y sesión. Antes de que dicho álbum fuera grabado, les propusieron cambiar el nombre del grupo por otros como Superratones, Los móviles o La dulce sonrisa de Lulú; sin embargo, ellos se negaron y por ello llamaron al primer álbum con el nombre del grupo, El canto del loco.

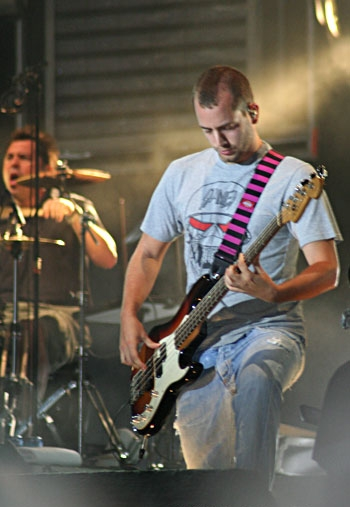
Jandro Velázquez (izquierda) y Chema Ruiz (derecha) durante un concierto.

Con la llegada del productor Nigel Walker, se produjo un cambio de rumbo dentro del grupo y el segundo disco, titulado A contracorriente y publicado el 1 de marzo de 2002, tuvo un estilo más maduro. Este mismo año, El Canto del Loco recibió una nominación a los MTV Europe Music Awards en la categoría de Mejor artista español; no obstante, el grupo Amaral fue finalmente el premiado. De 2004 a 2006 tuvieron la canción «Puede ser» con Amaia Montero en Rebelde transmitida en 21 países, donde hicieron una participación en la 2.ª temporada.

### 2003-2004:Estados de ánimo
Tras el abandono voluntario de Iván Ganchegui, el resto del grupo decidió tomarse unas vacaciones; sin embargo, pocos días después, David y Dani ya tenían compuestas varias canciones que habían hecho individualmente y decidieron grabarlas con tan solo los cuatro componentes que quedaban en el grupo. Tras una espera, el grupo grabó el nuevo álbum al que titularon Estados de ánimo, con la participación del guitarrista Fernando Sainz, quien sería otro invitado permanente, y que se puso a la venta el 26 de mayo de 2003.
En agosto de ese mismo año, su canción Pasión, del álbum El canto del loco, fue incluida dentro de la banda sonora de la película La fiesta, de los directores Carlos Villaverde y Manu Sanabria; conocida por ser una de las películas españolas más baratas (tan solo 6.000 euros). En octubre, el grupo acudió a la grabación del álbum Tony Aguilar y amigos, elaborado por el locutor Tony Aguilar de la emisora de radio Los 40 principales, junto con muchos otros cantantes. El Canto del Loco colaboró en la canción Latido urbano, el sencillo de presentación del álbum y que fue puesto a la venta en noviembre, destinando sus beneficios a la Asociación Española contra el Cáncer, más concretamente, a los hospitales infantiles de oncología. También grabaron una de las canciones del álbum solamente con Aguilar, titulada Casi un universo.
A finales del año, el grupo volvió a ser nominado como «Mejor artista español» en los MTV Europe Music Awards y esta vez sí consiguió el premio, imponiéndose a otros cantantes como Alejandro Sanz o La Oreja de Van Gogh.
En enero de 2004, se encargaron de poner voz a la nueva versión de la sintonía de la serie de televisión 7 vidas, anteriormente interpretada por el cantante Raimundo Amador. En verano, participaron en un disco homenaje a Radio Futura, titulado Arde la calle y en el que interpretan la canción Escuela de calor.

### 2005-2006:Zapatillas

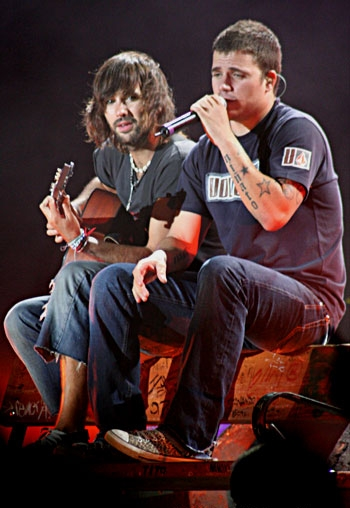
David Otero y Dani Martín durante un concierto.

En marzo de 2005, tras haber viajado con unos amigos a la isla de Phi-Phi (Tailandia) y ver las consecuencias del tsunami acontecido el 26 de diciembre del año anterior y que arrasó la costa de muchos países que rodean el Océano Índico, David Otero decidió poner en marcha junto con otros artistas un proyecto al que llamaron Kuarkx, cuyo objetivo era recaudar fondos para los afectados por el desastre. Otero, con la ayuda de su primo Dani, compuso el tema Despiértame y lo colgó en Internet para que pudiera ser descargado por un precio de 1,15 euros. Más tarde, durante la grabación del nuevo álbum Zapatillas, El Canto del Loco decidió incluirla también en él, destinando su parte proporcional de los beneficios generados por el álbum a la misma causa. El 21 de junio se publicó el álbum Zapatillas.
En septiembre, el grupo publicó su primer álbum fuera de España. Dirigido a Estados Unidos y Latinoamérica y con el título 12 estados de ánimo, estaba compuesto por un recopilatorio de algunas canciones de sus tres discos publicados en España. Ese mismo mes, los usuarios de la página web mtv.es eligieron por tercera vez a El Canto del Loco como candidato a los MTV Europe Music Awards en la categoría de Mejor artista español; el grupo acabó consiguiendo su segundo premio en la gala celebrada en noviembre en Lisboa.
En julio de 2006, mientras hacían una gira conjunta con Hombres G, publicaron un recopilatorio de sus conciertos en las salas Caracol (Madrid), Bikini (Barcelona) y Oasis (Zaragoza), al que titularon Pequeños grandes directos y del que se lanzaron 50.000 copias. Al mismo tiempo, también publicaron por separado 20.000 copias del tercero de estos conciertos.
Tras finalizar una gira del álbum Zapatillas y ante la participación de Dani Martín en la película del director Bigas Lunas, Yo soy la Juani, algunos medios comenzaron a extender rumores sobre una posible separación; no obstante, el grupo lo negó todo y se limitó a decir que tras unas largas vacaciones volverían con nuevo trabajo.
La banda también participó en la grabación del disco de la Marató de TV3, que salió a la venta el 10 de diciembre del 2006. Se trataba de un disco solidario cuya recaudación se destinó a la lucha contra el dolor crónico, tema de la Marató de ese año, cuyo valor fue de 9 euros y se podía comprar con algunos diarios del ámbito catalán (Avui, El Punt, La Vanguardia y El Periódico de Catalunya). La canción escogida por el grupo fue Puede ser, perteneciente a su segundo álbum de estudio A contracorriente, pero con una diferencia: la canción sería íntegramente traducida y cantada en lengua catalana, con el título Pot ser. Posteriormente esta canción fue incluida en su disco recopilatorio Arriba el telón.

### 2007-2008:Personas y De personas a personas
En 2007, Dani y David, junto con el representante de El Canto del Loco, Carlos Vázquez, crearon la discográfica El Manicomio Records, que contó con el apoyo de la multinacional Sony BMG, y se encargaron del álbum debut del grupo Sin Rumbo. La grabación del nuevo álbum comenzó en octubre de 2007 y no finalizó hasta febrero de 2008. El 1 de abril se puso a la venta con el nombre Personas. Con él, El Canto del Loco anunció una gira que duraría hasta finales del año 2009, con sus apadrinados, el grupo Sin Rumbo, y el cantante Lucas Masciano como teloneros.
El 12 de junio de 2008, Jandro anunció su decisión de abandonar el grupo por motivos personales. A pesar de ello, el grupo confirmó que la gira del álbum Personas no se vería afectada y continuaría con un nuevo batería, Carlos Gamón, un integrante no oficial, que ya antes había tocado junto al grupo Amaral y la solista Najwa Nimri. Los otros miembros no oficiales fueron sustituidos por el guitarrista Xabier Mendiluze y el tecladista Isaac de René. El 28 de junio, el grupo intervino en el festival Rock in Río, celebrado por primera vez en España, más concretamente en Arganda del Rey, Madrid, recibiendo comentarios bastante negativos por parte de los críticos, aunque no por los fanes.
A finales de 2008 apareció De personas a personas, una edición limitada, en formato especial (de tamaño similar a un vinilo de 30x30 cm) del álbum Personas. Añadía a las 13 canciones originales del álbum Personas seis nuevas canciones y un DVD con material inédito. Con la productora Ibolele, el grupo inició el 23 de mayo de 2009 en la Plaza de Toros de Murcia la gira Hasta luego, que finalizó en Barcelona el 19 de diciembre.

### 2009-2010: Separación del grupo
En 2009 El Canto del Loco publicó dos trabajos: Radio La Colifata presenta: El Canto del Loco, que contenía 19 grandes éxitos de la banda grabados en Buenos Aires y una canción inédita titulada Quiero aprender de ti; junto con un DVD con nuevos vídeoclips. Por otro lado, ECDL publicó Por mí y por todos mis compañeros. Un álbum con 11 canciones emblemáticas de la música española que la banda había grabado, arreglado y producido. Incluía temas de Smash, Los Piratas, Quique González, Enrique Urquijo, Los Ronaldos o Joan Manuel Serrat, entre otros. También incluía un DVD titulado Y por mí el primero, que contenía una grabación de los ensayos en camerinos de El Canto del Loco.
El grupo El Canto del Loco se separó en 2010, ya que los cantantes Dani Martín y David Otero comenzaron su carrera en solitario. En cambio, Chema Ruiz, el bajista, se introdujo en el grupo Belgrado. El motivo por el que se separaron fue para iniciar sus carreras en solitario.

### 2021-presente: El Regreso
El 3 de octubre del 2021, Dani Martín publicó en su cuenta de Twitter e Instagram un video en el que se le pregunta sobre el posible regreso de El Canto del Loco. El cantante, mira a la pantalla y sin responder a la pregunta, aparece la fecha 6.10.2021. El video se hizo viral a los pocos minutos y miles de fans clamaron el posible regreso de la banda.
El 4 de octubre del 2021, Dani Martín volvió a publicar un video, donde en un fragmento de una entrevista se le vuelve a preguntar por el posible regreso de la banda. Nuevamente el cantante no responde a la pregunta, pero el texto que aparece esta vez indica 6 de octubre del 2021 a las 21:00h. El 5 de octubre de 2021, respondiendo al aluvión de mensajes se publica un nuevo video en el que se confirma que finalmente no regresará de nuevo la banda sino que se va a presentar un nuevo álbum con los mejores éxitos del grupo y un tema inédito llamado "No, no vuelve", el cual fue publicado el 12 de noviembre de 2021.

## Miembros

### Miembros
- Dani Martín - Voz (1994-2010)
- David Otero - Guitarra y coros (1994-2010)
- Chema Ruiz - Bajo (1994-2010)

- Jandro Velázquez - Batería (1994-2008)
- Iván Ganchegui - Guitarra (1994-2002)

### Miembros no oficiales
- Iñaki García - Teclados (2000-2008)
- Fernando Sainz - Guitarra (2002-2008)
- Xabier Mendiluze - Guitarra (2008-2010)
- Carlos Gamón - Batería (2008-2010)
- Isaac de René - Teclados (2008-2010)
- Pipo Romero - Guitarra (2007-2010)

## Influencias
Musicalmente, El Canto del Loco ha recibido como principales influencias a otros grupos como Radio Futura, del cual son reconocidos fanes, Los Ronaldos, Los Rodríguez y Hombres G, de los cuales además son buenos amigos. También se ha nombrado en menor medida a grupos como Tequila (del que formaba parte su primer productor Alejo Stivel), Nacha Pop y Duncan Dhu.
Los miembros del grupo reconocieron que algunas de las canciones del álbum Estados de ánimo, aparte de verse influenciadas por estos grupos mencionados, tienen ecos de otros un poco más actuales como Estopa, La Cabra Mecánica, M Clan o los estadounidenses Green Day.

## Crítica
Desde los inicios del grupo en el mundo musical, algunos críticos lo han calificado de "grupo para quinceañeras", como Igor Cubillo de El País, tras la publicación del álbum A contracorriente, los describía como:

"uno de esos grupos de pop que encandila a las adolescentes con mucha ñoñería, presunta ingenuidad, melodías fáciles de digerir y temas que hablan de jóvenes enamorados y rebeldía de instituto"

Por otro lado, otros críticos han visto una clara evolución en su música, calificándola de más madura según pasaban los años. Sus canciones, además, han recibido críticas que las califican como repetitivas en cuanto al esquema estilístico y musical y con poco mensaje.
Sus influencias también han sido objetivo de crítica, tachando a El Canto del Loco de poco original; no obstante, los miembros del grupo han reconocido abiertamente estas influencias y argumentan a su favor que, si bien su música se parece a la de otros cantantes, ellos le dan un toque personal. Dentro de estas críticas sobre sus influencias, la principal ha sido la de "herederos" del grupo Hombres G, de lo cual, lejos de negarlo, se sienten orgullosos.

## Discografía
Álbumes de estudio
- El Canto del Loco (2000)
- A contracorriente (2002)
- Estados de ánimo (2003)
- Zapatillas
 (2005)
- Personas (2008)
- Radio La Colifata presenta: El Canto del Loco (2009)
- Por mí y por todos mis compañeros (2009)

## Giras
- Gira El Canto del Loco (2000–2001)
- Gira A Contracorriente (2002–2003)
- Gira Estados de Ánimo (2003–2004)
- Gira Zapatillas (2005–2007)
- Gira Personas (2008–2009)
- Gira Hasta Luego (2009)

## Premios y nominaciones
| Año  | Premio                     | Categoría                      | Trabajo nominado | Resultado | Refs.  |
| ---- | -------------------------- | ------------------------------ | ---------------- | --------- | ------ |
| 2002 | Premios Amigo              | Grupo revelación español       | Ellos mismos     | Nominado  |        |
| 2002 | Premios Amigo              | Mejor grupo nacional           | Ellos mismos     | Nominado  |        |
| 2002 | Premios MTV Europe Music   | Mejor artista o grupo español  | Ellos mismos     | Nominado  | [ 35 ] |
| 2003 | Premios MTV Europe Music   | Mejor artista o grupo español  | Ellos mismos     | Ganador   | [ 36 ] |
| 2004 | Premios Ondas              | Mejor artista en directo       | Ellos mismos     | Ganador   | [ 37 ] |
| 2005 | MTV Europe Music Awards    | Mejor artista o grupo español  | Ellos mismos     | Ganador   | [ 38 ] |
| 2005 | Premios Ondas              | Mejor grupo español            | Ellos mismos     | Ganador   | [ 37 ] |
| 2006 | Premios de la Música       | Mejor gira (junto a Hombres G) | Ellos mismos     | Ganador   | [ 39 ] |
| 2006 | Premios de la Música       | Mejor grupo de pop             | Zapatillas       | Ganador   | [ 39 ] |
| 2008 | Premios Ondas de la Música | Mejor grupo español            | Ellos mismos     | Ganador   | [ 40 ] |
| 2008 | Premios 40 Principales     | Mejor grupo o dúo              | Ellos mismos     | Ganador   | [ 41 ] |
| 2008 | Premios 40 Principales     | Mejor álbum:                   | Personas         | Ganador   | [ 41 ] |
| 2008 | Premios 40 Principales     | Mejor canción                  | «Eres tonto»     | Ganador   | [ 41 ] |
| 2008 | Premios 40 Principales     | Mejor videoclip musical        | «Eres tonto»     | Ganador   | [ 41 ] |
| 2008 | Premios 40 Principales     | Mejor gira o concierto         | Ellos mismos     | Ganador   | [ 41 ] |